# Team Menard
Team Menard fue un equipo estadounidense de carreras tanto en la Serie NASCAR Winston Cups, también para varias ediciones de las 500 millas de Indianápolis y un equipo a tiempo completo de la Indy Racing League y con anterioridad en la CART indyCar World Series, fue fundado por su ex-propietario John Menard.

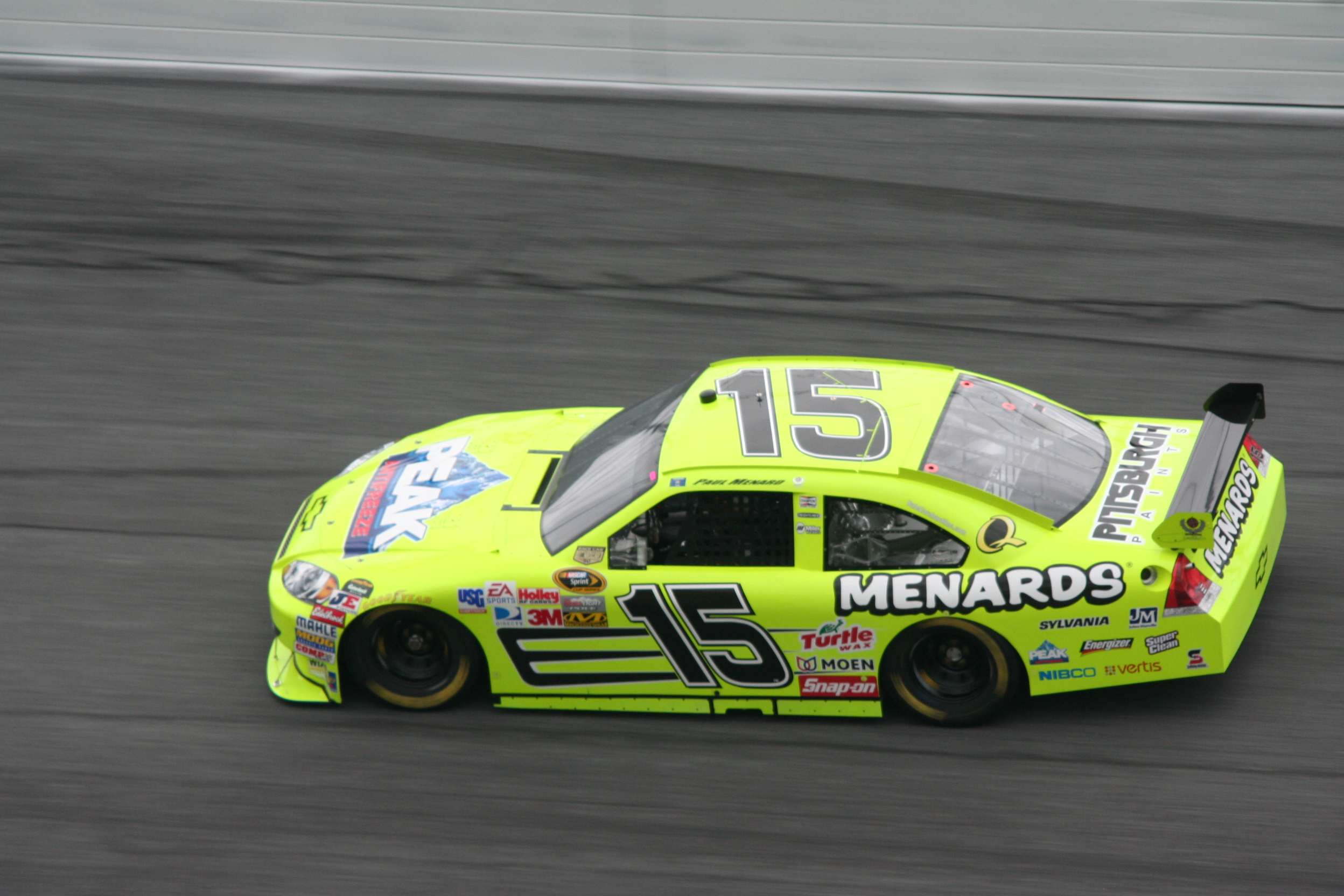
Menard's como patrocinio de equipo en NASCAR.

## Historia

### Su historia en IRL/IndyCar Series
Entre 1991 a 1996, modificaron ellos mismos los motores Buick V6 para participar en las carreras. Esta combinación ganó la pole para las 500 millas de Indianápolis Scott Brayton en 1995 y 1996; el entonces novato de la IRL Tony Stewart usó esta combinación para la primera parte de la temporada en el campeonato de la Temporada 1996-97 de la IRL. Con regulaciones más estrictas, el equipo continuó brillando para ganar el campeonato de 1999 con Greg Ray. Sin embargo, con la llegada de los exequipos de la serie CART a la IRL en la década del año 2000, el Equipo Menard luchó por las victorias, y el equipo terminó fusionándose en 2004 con Panther Racing, aunque su coche siguió llevando los colores Menard como patrocinio y fue conducido por primera vez por Mark Taylor, que luego fue reemplazado por Townsend bell. En 2005, Menard fue un patrocinio asociado a otro equipo y el antiguo coche #2 de Menard fue conducido por Tomáš Enge, que no llevó la característica identificación del linaje Menard. Para 2006, el coche #2 ya no lo utilizaba más Panther y todos los vestigios de lo que alguna vez fue el equipo Menard desapareció hasta la primavera de 2008, cuando Menards se convirtió en patrocinador principal del coche #20 del equipo Vision Racing con chasís Dallara conducido por Ed Carpenter en la IndyCar Series.

### NASCAR Cup Series
Los coches Menards han servido de patrocinio del hijo de John Menard, Paul Menard, así como de Matt Crafton, Frank Kimmel (En la serie ARCA), y actualmente utilizan el nombre de "Team Menard" pero en asuntos relacionados con el patrocinio y TeamMenard.com es un portal de información sobre los pilotos que patrocina y el historial del desaparecido equipo Indy, y como su patrocinador, sin embargo, el equipo Menard no es el nombre de alguno del equipo de carreras donde conducen y ninguno de esos autos han sido de propiedad de John Menard. En el caso de John Menard, es un acuerdo de patrocinio por años con el equipo de Richard Childresss Racing en los años de contrato que ha tenido por apadronar a Paul en la serie NASCAR.
Sin embargo, Menard si tuvo un equipo en la serie NASCAR en el que el coche era el #13. El californiano Robby Gordon compitió con ellos en el año 2000.

## Pilotos Notables del equipo

### CART e IRL/IndyCar Series
- Townsend Bell (2004)
- Gary Bettenhausen (1990–1993)
- Raul Boesel (2002)
- Geoff Brabham (1993–1994)
- Scott Brayton (1994–1996)
- Robbie Buhl (1997–1998)
- Eddie Cheever (1993, 1994, 1996)
- Kevin Cogan (1991)
- Jim Crawford (1990)
- Wally Dallenbach Jr. (1987)
- Mark Dismore (1996–1997)
- Robby Gordon (1999–2000, 2002)
- Richie Hearn (2003)
- Herm Johnson (1980–1982, 1984)
- Steve Kinser (1997)
- Buddy Lazier (1995)
- Jaques Lazier (2001–2003)
- Arie Luyendyk (1995)
- Vítor Meira (2002–2003)
- Danny Ongais (1996)
- Nelson Piquet (1993)
- Greg Ray (1999–2001) (Campeón Temporada 1999)
- Tom Sneva (1991–1992)
- Tony Stewart (1996–1998) (Campeón temporada 1996/1997)
- Mark Taylor (2004)
- Al Unser (1992)